# Xã Assyria, Michigan
Xã Assyria (tiếng Anh: Assyria Township) là một xã thuộc quận Barry, tiểu bang Michigan, Hoa Kỳ. Năm 2010, dân số của xã này là 1.986 người.